# غالي بهاراف ميارا
غالي بهاراف ميارا (بالعبرية: גלי בהרב-מיארה؛ ولدت في 18 سبتمبر 1959) محامية إسرائيلية تشغل حاليًا منصب النائب العام لإسرائيل. وقبل ذلك، عملت كمدعية عامة لمنطقة تل أبيب للشؤون المدنية، ومستشارة لشركة المحاماة تدمر، ليفي، وشركاه. وهي أول امرأة تشغل منصب النائب العام لإسرائيل.